# Poses Xiliades Kalokairia
«Poses Xiliades Kalokairia» (en griego: Πόσες Χιλιάδες Καλοκαίρια) —en español: «Cuantos miles de veranos»— es una canción interpretada por la cantante griega Demy, lanzada como el quinto sencillo de su álbum de estudio titulado, #1, el 6 de julio de 2012 por el sello Panik Records, escrita por Nikos Moratis y producida por Dimitris Kontopoulos. También existe una versión en inglés de la canción en griego, llamada "Love Light", tras su lanzamiento se convertiría en uno de los éxitos del verano en el país heleno y chipriota, llegando al número 1 en Itunes Grecia, al igual que en el chart Grecia Billoard Digital Songs donde la canción alcanzó rápidamente el número 1 y se mantuvo en el primer lugar durante 9 semanas consecutivas, 10 semanas en total. También se convirtió en un éxito en la radio griega, alcanzando el primer puesto en la lista oficial de Airplay griego.
Demy interpretó la canción a dúo con el rapero The FaDe, durante la ceremonia de entrega de los MAD Video Music Awards en el año 2012, Recibió además nominaciones en las categorías de Mejor Videoclip Pop, Mejor Videoclip del año y MAD Top 50, finalmente logró ganar el premio Mejor Videoclip Pop.

## Promoción

### Vídeo musical
El vídeo comienza con las olas de la playa chocando contra la arena y a continuación un grupo de surfistas dirigiéndose al mar, luego se ve a Demy cantando las primeras líneas de su canción y dirigiéndose con un bolso hacia la arena de playa a tomar el sol desde ahí empieza a contemplar a los surfistas en el agua, luego se vuelve a ver a Demy, otro día, dirigiéndose nuevamente a la playa a tomar el sol y se vuelven a ver a los surfistas en el agua y al final del vídeo Demy comiéndose una sandía.

## Posicionamiento en listas
| País   | Chart                          | Mejor posición |
| ------ | ------------------------------ | -------------- |
| Grecia | iTunes Grecia                  | 1              |
| Grecia | Airplay Grecia                 | 1              |
| Grecia | Grecia Billboard Digital Songs | 1              |
| Grecia | MAD Radio 106.FM               | 1              |

## Premios y nominaciones

### MAD Video Music Awards
| Año  | Ceremonia de premiación     | Categoría           | Resultado |
| ---- | --------------------------- | ------------------- | --------- |
| 2013 | MAD Video Music Awards 2013 | Mejor Videoclip Pop | Ganador   |
| 2013 | MAD Video Music Awards 2013 | Videoclip del Año   | Nominado  |
| 2013 | MAD Video Music Awards 2013 | MAD Top 50          | Nominado  |

### Premios Lalore02
| Año  | Trabajo nominado          | Categoría             | Resultado |
| ---- | ------------------------- | --------------------- | --------- |
| 2012 | Poses Xiliades Kalokairia | Mejor Canción del año | Nominado  |

## Historial de lanzamiento
| País   | Fecha              | Formato                      |
| ------ | ------------------ | ---------------------------- |
| Grecia | 6 de julio de 2012 | EP digital, descarga digital |
| Chipre | 6 de julio de 2012 | EP digital, descarga digital |

- Datos: Q16621127